# 比里阿耳
比里阿耳是伏尔加保加利亚一大城市，后被蒙古帝国在攻城戰中摧毁。其位于现在俄羅斯聯邦的韃靼斯坦共和國。
这城市由保加尔人部落比里阿耳建立，俄罗斯編年纪叫他们大城，有十万人居住。也是伏尔加河中游一贸易站，但1236年被蒙古人拔都摧毁，之后虽然重建但不复以前规模，现在是俄罗斯一条村落。